# Pterolophia koshikijimana
Pterolophia koshikijimana là một loài bọ cánh cứng trong họ Cerambycidae.